# 欧特伊 (巴黎)
欧特伊（法語：Auteuil，法語發音：[otœj] ⓘ）是法国巴黎的一个街区。它位于城市的第巴黎十六区。

## 历史
欧特伊在1859-1860年间通过1859年6月16日的法令并入巴黎市。

## 地标
欧特伊的地标包括欧特伊圣母院、欧特伊温室花园和水亭。

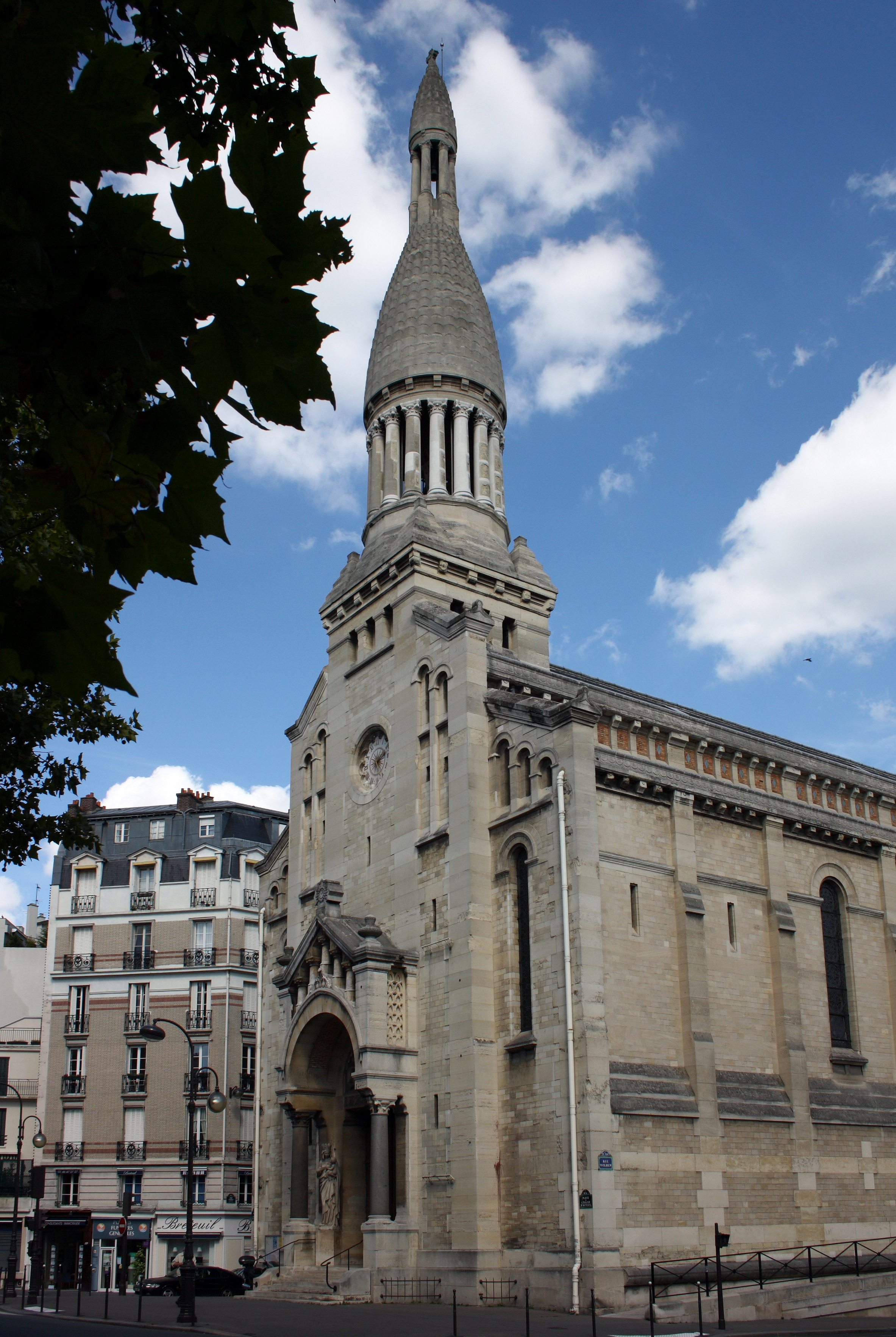
欧特伊圣母院
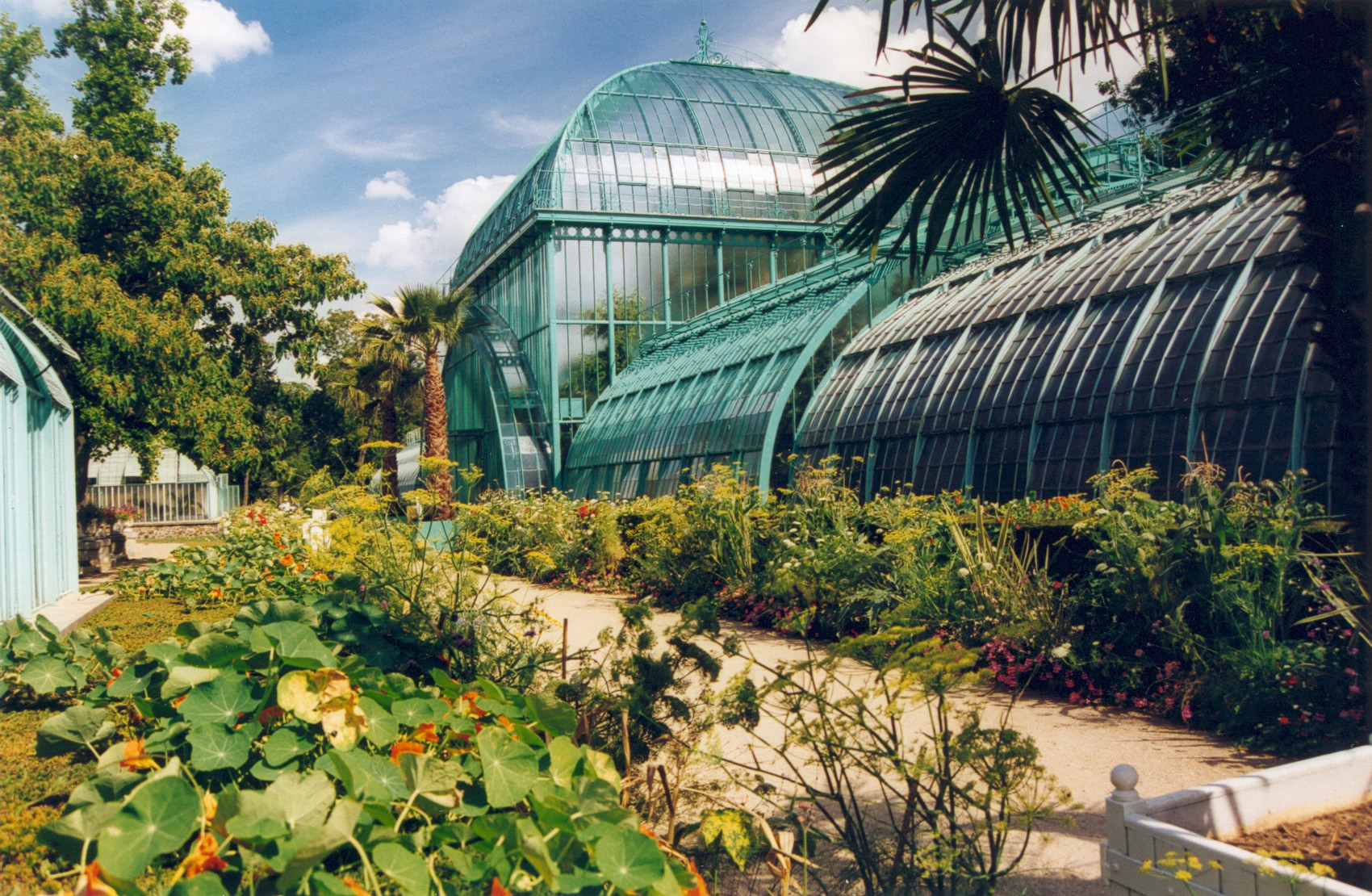
欧特伊温室花园
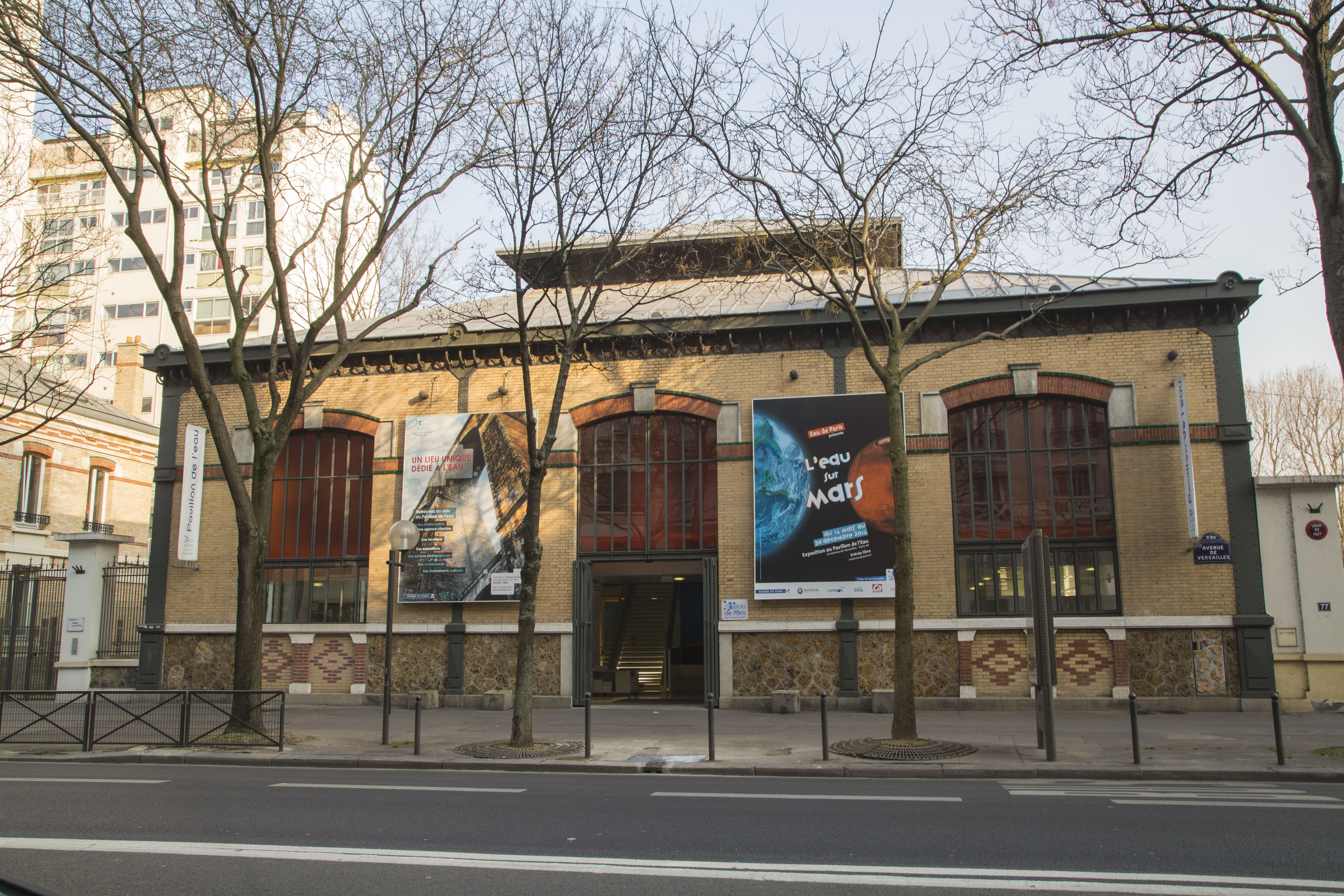
和水亭

## 运动
欧特伊以其著名的体育场馆而闻名：

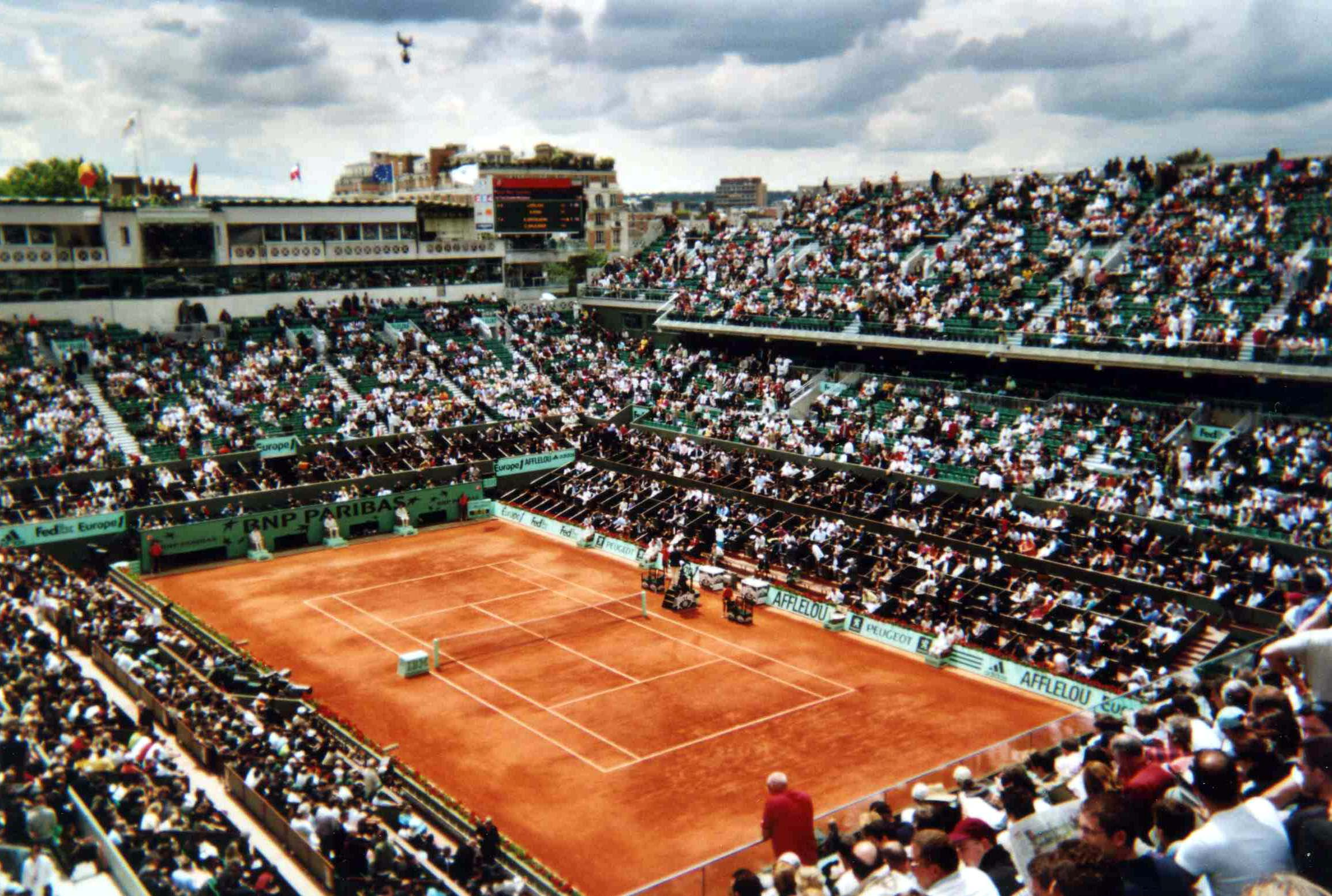
罗兰·加洛斯球场
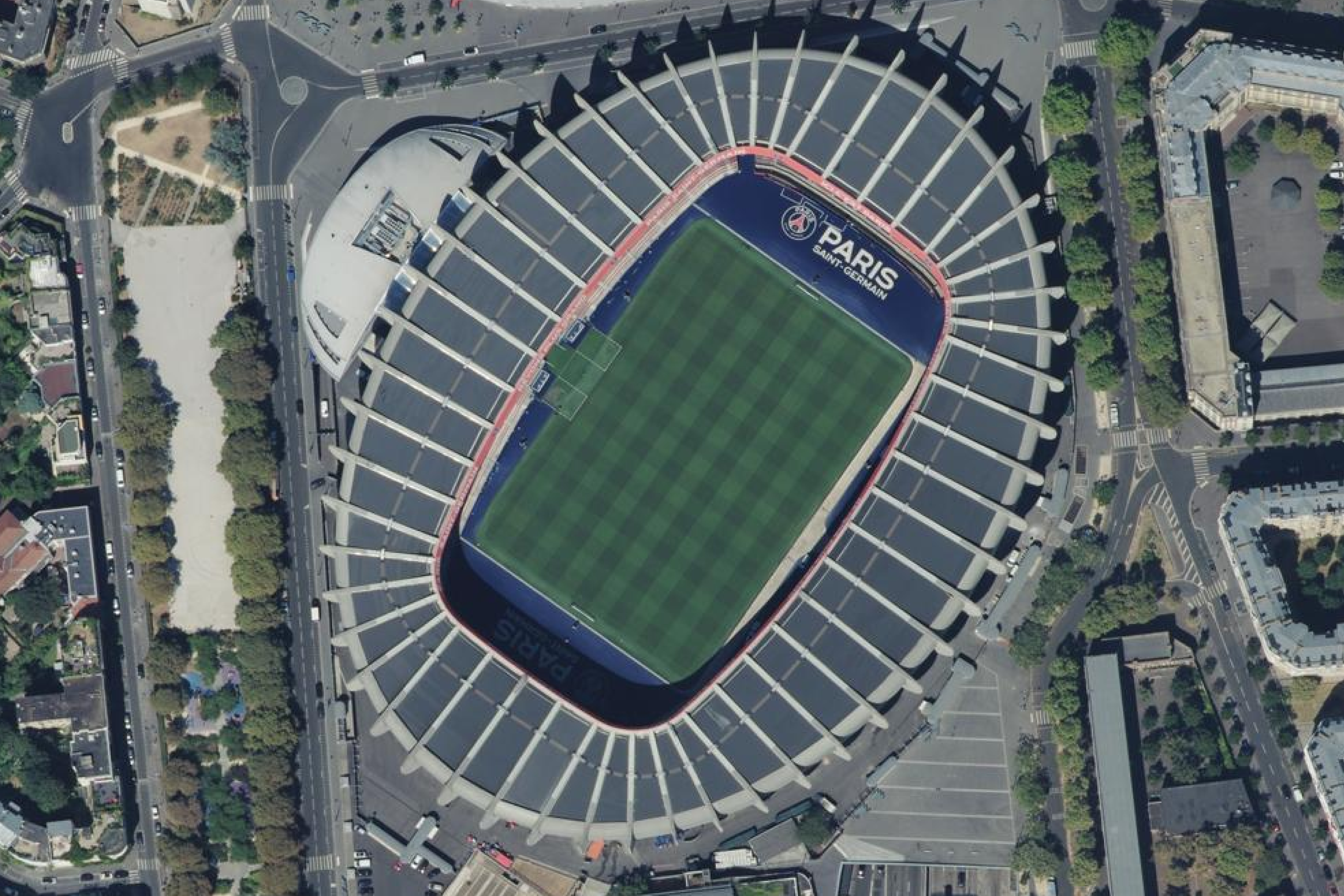
王子公园体育场
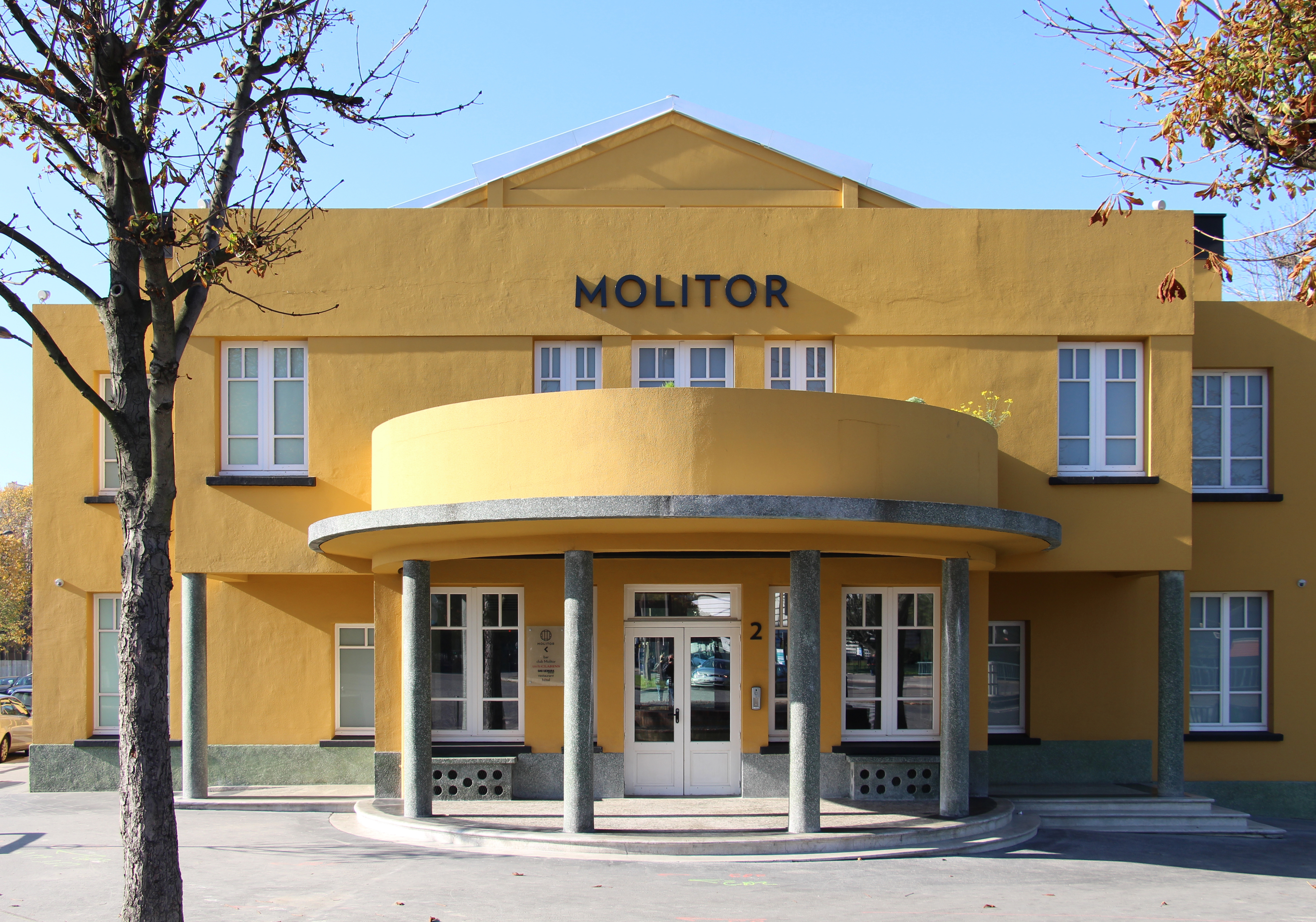
莫利托美憬閣

- 罗兰·加洛斯球场
- 王子公园体育场
- 莫利托美憬閣